# Loretta Young
Loretta Young, geboren als Gretchen Young (Salt Lake City, 6 januari 1913 – Los Angeles, 12 augustus 2000) was een Amerikaans actrice.
Ze is geboren in Salt Lake City en de familie verhuisde naar Hollywood in 1916. Ze was in 1917 in een film te zien, samen met Mae Murray, die haar zo schattig vond dat ze haar wilde adopteren. Hoewel Loretta's moeder dit niet toestond, woonde ze wel twee jaar lang bij Mae. In 1928 nam ze Loretta als artiestennaam.
In 1930 liep ze weg van huis en trouwde met acteur Grant Withers. Een jaar later scheidden ze met dikke ruzie. In 1934 kreeg ze een affaire met Clark Gable en raakte zwanger van hem. Dit was een schandaal en daarom kreeg ze heimelijk haar dochtertje en vertelde dat ze een baby had geadopteerd. Ze noemde haar Judy Lewis, met de achternaam Lewis omdat ze trouwde met Tom Lewis.
In 1947 won ze een Oscar voor haar rol in The Farmer's Daughter. In 1949 kreeg ze nog een nominatie voor haar rol in Come to the Stable. In 1953 ging ze van de filmindustrie naar televisie. Ze stierf in 2000 aan kanker.

## Filmografie
| - The Primrose Ring (1917) - Sirens of the Sea (1917) - The Only Way (1919) - White and Unmarried (1921) - The Sheik (1921) - Naughty But Nice (1927) - Her Wild Oat (1927) - The Whip Woman (1928) - Laugh, Clown, Laugh (1928) - The Magnificent Flirt (1928) - The Head Man (1928) - Scarlet Seas (1928) - Seven Footprints to Satan (1929) - The Squall (1929) - The Girl in the Glass Cage (1929) - Fast Life (1929) - The Careless Age (1929) - The Forward Pass (1929) - The Show of Shows (1929) - Loose Ankles (1930) - The Man from Blankley's (1930) - The Second Floor Mystery (1930) - Road to Paradise (1930) - War Nurse (1930) - Kismet (1930) - The Truth About Youth (1930) - The Devil to Pay! (1930) - Beau Ideal (1931) - The Right of Way (1931) - Three Girls Lost (1931) - Too Young to Marry (1931) - Big Business Girl (1931) - I Like Your Nerve (1931) | - Platinum Blonde (1931) - The Ruling Voice (1931) - Taxi! (1932) - The Hatchet Man (1932) - Play-Girl (1932) - Week-end Marriage (1932) - Life Begins (1932) - They Call It Sin (1932) - Employees' Entrance (1933) - Grand Slam (1933) - Zoo in Budapest (1933) - The Life of Jimmy Dolan (1933) - Heroes for Sale (1933) - Midnight Mary (1933) - She Had to Say Yes (1933) - The Devil's in Love (1933) - Man's Castle (1933) - The House of Rothschild (1934) - Born to Be Bad (1934) - Bulldog Drummond Strikes Back (1934) - Caravan (1934) - The White Parade (1934) - Clive of India (1935) - Shanghai (1935) - The Call of the Wild (1935) - The Crusades (1935) - The Unguarded Hour (1936) - Private Number (1936) - Ramona (1936) - Ladies in Love (1936) - Love Is News (1937) - Café Metropole (1937) - Love Under Fire (1937) | - Wife, Doctor and Nurse (1937) - Second Honeymoon (1937) - Four Men and a Prayer (1938) - Three Blind Mice (1938) - Suez (1938) - Kentucky (1938) - Wife, Husband and Friend (1939) - The Story of Alexander Graham Bell (1939) - Eternally Yours (1939) - The Doctor Takes a Wife (1940) - He Stayed for Breakfast (1940) - The Lady from Cheyenne (1941) - The Men in Her Life (1941) - Bedtime Story (1941) - A Night to Remember (1942) - China] (1943) - Ladies Courageous (1944) - And Now Tomorrow (1944) - Along Came Jones (1945) - The Stranger (1946) - The Perfect Marriage (1947) - The Farmer's Daughter (1947) - The Bishop's Wife (1947) - Rachel and the Stranger (1948) - The Accused (1949) - Mother Is a Freshman (1949) - Come to the Stable (1949) - Key to the City (1950) - Cause for Alarm! (1951) - Half Angel (1951) - Paula (1952) - Because of You (1952) - It Happens Every Thursday (1953) |

- Bibsys: 90705143
- Biblioteca Nacional de España: XX4722762
- Bibliothèque nationale de France: cb139462526 (data)
- Catàleg d'autoritats de noms i títols de Catalunya: 981058510912606706
- Gemeinsame Normdatei: 119218771
- International Standard Name Identifier: 0000 0001 2119 6020
- Library of Congress Control Number: n85306732
- MusicBrainz: 3aa7db52-cd82-4f9d-b62c-3a6b670bb283
- Nationale Bibliotheek van Tsjechië: mub2015876292
- Nationale bibliotheek van Australië: 40633471
- Nationale Bibliotheek van Israël: 987007435140305171
- Nederlandse Thesaurus van Auteursnamen: 148664245
- SNAC: w68s5xsm
- Système universitaire de documentation: 060550538
- Trove: 1448490
- Virtual International Authority File: 7579518
- WorldCat: E39PBJkXBgPJkJBBcv8rR3RxjC